# ميت غريطة
قرية ميت غريطة هي إحدى القرى التابعة لمركز السنبلاوين في محافظة الدقهلية في جمهورية مصر العربية.

## التاريخ
قرية ميت غريطة من القرى القديمة، حيث وردت باسم «منية غريطا» في أعمال الدقهلية ضمن قرى الروك الصلاحي التي أحصاها ابن مماتي في كتاب قوانين الدواوين، كما وردت باسم «منية غريطه» في أعمال الدقهلية والمرتاحية ضمن قرى الروك الناصري التي أحصاها ابن الجيعان في كتاب «التحفة السنية بأسماء البلاد المصرية». وفي العصر العثماني وردت باسم «منية غريطه» في التربيع العثماني الذي أجراه الوالي العثماني سليمان باشا الخادم في عصر السلطان العثماني سليمان القانوني ضمن قرى ولاية الدقهلية، وفي تاريخ 1228هـ/1813م الذي عدّ قرى مصر بعد المسح الذي قام به محمد علي باشا باسم «منية غريطة» ضمن قرى مديرية الدقهلية.

## السكان
| السنة      | 1882 | 1897 | 1907 | 1927 | 1947 | 1960 | 1976 | 1986 | 1996 | 2006 | 2018 |
| ---------- | ---- | ---- | ---- | ---- | ---- | ---- | ---- | ---- | ---- | ---- | ---- |
| عدد السكان | 345  | 981  | 839  | 1433 | 2310 | 2899 | 4281 | 5215 | 6260 | 7486 | 8971 |

## الخدمات
يوجد بالقرية مركزًا للشباب، ومكتبًا للبريد، ووحدة للإدارة المحلية، ومدرستين إعدادية وابتدائية. ووحدة إدارة محلية.